# حازم قاسم
حازم قاسم حسن (13 أغسطس 1975) هو آديب ومترجم من البصرة.

## حياته
حازم قاسم حسن من مواليد الثالث عشر من آب 1975، ولد في مدينة البصرة من عائلة ميسورة الحال. فقد والده أثناء الحرب العراقية الإيرانية علم 1982. درس الآدب الانجليزي فتخصص في الترجمة وتدريس الرواية الإنكليزية. فقد فرصة إكماله للشهادة العليا إبان الحرب على العراق 2003، بعد أن أحترقت كافة الوثائق التي تؤهله إلى نيل شهادة الماجستير، ولم تفلح محاولاته في استعادة هذه الفرصة التي طالما حلم بها.

## سيرته العملية
عمل في مجال إدارة الأعمال مبتدئا من الصفر، حيث عمل كسكرتير في شركة ملاحة أردنية، وتدرج في عدة مناصب أخرى منها مساعد مدير الإدارة في شركة محلية حتى عين مديرا للمبيعات وكالة في الشركة الوطنية للمشروبات الغازية. وعمل أيضا في مجال اللغة مستشارا في وزارة التنمية البريطانية، وعمل لدى مكتب علي عبد الكريم للترجمة القانونية بصفة مترجم قانوني كما عمل موظفا برنامج في منظمة التنمية والإغاثة ومن ثم خبير للتقارير في معهد الأبحاث المثلثي. وعمل أيضا منذ عام 2003 مراسل صحفي في راديو فرنسا مع ألن مينارغ المخضرم في المقالات والكتب عن الحرب والمناهض لإسرائيل، ومن ثم استقر في وكالة AFRM الأوربية برئاسة الن مينارغ بصفة مراسل إقليمي.

## مؤلفاته
له عدة كتابات في مجال النقد الديني والآدب. كتب عدة مقالات نشرت في موقع كتابات مع بعض الأعمال المترجمة. ترجم فترة لريدر فسر الباحص الاجتماعي النرويجي المعروف. يسنشر له في ألاردن أول ترجمة لرواية (هايدي) للكاتبة السويسرية جوهانا سبيري. وله أيضا العديد من الأعمال غير المنشورة. صدرت له أيضاً ترجمة لقصة الأطفال الشهيرة (الساحر أوز المدهش) للكاتب فرانك بوم نشرت عام 2011في الأردن وهي الترجمة الأولى أيضاً. الف مسرحيتان (سيد الغار) ومسرحية (جوز بلا لب) نشرتا في الأردن. وله قيد الطبع قصة للدمية الخشبية الشهيرة (بينوكيو) للكاتب الإيطالي (كارول كولودي)